# Жълтото лице
„Жълтото лице“ (на английски: The Adventure of the Yellow Face) е разказ на писателя Артър Конан Дойл за известния детектив Шерлок Холмс. Включен е в книгата „Мемоарите на Шерлок Холмс“, публикувана през 1894 година.

## Сюжет
Внимание:  Текстът по-долу разкрива сюжета на произведението (или части от него)!
През ранната есен на 1888 г. към Шерлок Холмс се обръща господин Грант Мънро, заможен търговец, който иска от Холмс да му помогне да се оправи в трудна и непонятна семейна ситуация. Три години по-рано, Мънро среща 25-годишната Ефи Ебрън, англичанка живяла в САЩ, вдовица на адвокат от Атланта. Епидемия от жълта треска отнема съпруга и детето ѝ, след което тя се премества при леля си в Англия. Мънро и Ефи се влюбват, женят се и щастливо заживяват в уединена вила в Норбъри. След брака Ефи дава всичките си пари на Мънро, с условието, че при нужда винаги ще може да разполага с тях, без да дава обяснение защо.
Шест седмици преди посещението на Мънро при Холмс, Ефи иска от съпруга си 100 лири, но отказва да обясни защо ѝ е необходима тази сума. След няколко дни, докато се разхожда, Мънро вижда, че необитаема къща в непосредствена близост до дома им вече е заселена и са пристигнали много вързопи и куфари. Заинтригуван какви са новите съседи, Мънро оглежда къщата и изведнъж вижда на прозореца на втория етаж малко, ужасно и мъртвешки жълто лице. Той се опитва да се запознае със съседите си, но жената, която отваря вратата, грубо го отпраща. През нощта Мънро спи лошо и чува как съпругата му излиза крадешком навън среднощ.
На следващия ден Мънро засича жена си да излиза от тайнствената вила. Тя му обяснява, че просто е посетила новите им съседи, но когато Мънро също се опитва да влезе в къщата, Ефи го умолява да не го прави и да не иска обяснение. Той се съгласява, но поставя условие тя никога повече да не ходи в този странен дом. На тръгване Мънро отново вижда на прозореца ужасното жълто лице.
Два дни по-късно, Мънро се прибира по-рано от работа и когато разбира, че жена му безспорно е била отново в съседната къща, се втурва там въпреки молбите ѝ. Не намира никого, но в стаята, където е видял мистериозното създание с жълтото лице, открива снимка на жена си от преди три месеца. Ефи все така отказва обяснение и той се отправя към Лондон да търси помощ от Шерлок Холмс.
Силно заинтересованият Холмс предлага на Мънро да се прибере и да наблюдава внимателно странната къща, но да не прави повече опити за влизане в нея. Той обещава на следващия ден да дойде заедно с Уотсън за окончателното разрешаване на случая. Холмс обяснява на Уотсън своето предположение за тази загадка. Той е убеден, че първият съпруг на Ефи не е починал, а най-вероятно е развил сериозно заболяване и е прокажен или психично болен, заради което тя го е напуснала, но някой знае тази ужасна тайна, води първия ѝ съпруг в Англия, настанява го в съседната къща и изнудва Ефи за пари.
На следващата вечер Холмс и Уотсън пристигат в Норбъри, където се срещат с Мънро. Той им казва, че в мистериозната къща отново има някой и предлага веднага да отидат там. Ефи застава на пътя им и отново моли мъжа си да не влиза вътре, но Мънро не я слуша и всички те отиват в стаята на втория етаж, където намират малко момиче с червена рокля и дълги бели ръкавици. Когато момичето обръща лицето си към тях, става ясно, че „ужасното жълто лице“ е маска. Холмс я сваля и момичето се оказва негърче.
Силно развълнуваната Ефи обяснява, че първият ѝ съпруг е бил афроамериканец и детето е нейната малка дъщеря, която е оцеляла от епидемията от треска. Ефи се е върнала сама в родната Англия, тъй като здравето на детето още не е позволявало такова пътуване и то е било оставено на грижите на предана служителка. Докато стане възможно детето да дойде в Англия, Ефи е срещнала и обикнала Мънро, но заради съществуващите расови предразсъдъци по това време, тя решава да запази връщането му в тайна, включително от съпруга си. Настанява детето и служителката си в близост до дома си и за да не привлича нежелано внимание, дава инструкции то да не излиза през деня и да носи маска, когато е до прозореца.
Опасенията на Ефи, че вторият ѝ съпруг няма да приеме детето, се оказват напразни. След разказа ѝ господин Мънро прегръща и целува малкото момиче и с него на ръце, отвежда жена си за ръка у дома.
Холмс предлага на Уотсън тихо да си вървят и когато се връщат у дома, иска от Уотсън да му напомня за случая, когато му се струва, че детективът е твърде самоуверен или не разследва щателно някоя мистерия, защото всеки може да сгреши понякога.

## Интересни факти
Разказът „Жълтото лице“ е един от малкото („Благородният ерген“, „Човекът с обърнатата устна“, и др.), в които липсва криминална загадка.
През 1921 г. разказът е екранизиран във Великобритания с участието на Ейли Норууд като Холмс и Хюбърт Уилис като Уотсън.